# Protosalanx hyalocranius
Protosalanx hyalocranius är en fiskart som först beskrevs av Abbott, 1901.  Protosalanx hyalocranius ingår i släktet Protosalanx och familjen Salangidae. Inga underarter finns listade i Catalogue of Life.